# Бараниковский
Бараниковский — хутор в Славянском районе Краснодарского края.
Административный центр Протокского сельского поселения.

## Топоним
По сведениям краеведов, название хутора (ойконим) происходит от фамилии казака Баранника, погибшего в начале XIX века в схватке с черкесами.

## География
Расположен на левом берегу рукава Протока дельты Кубани, в 11 км северо-западнее Славянска-на-Кубани. Рисовые чеки.

## Население
| 2002 | 2010  | 2021  |
| ---- | ----- | ----- |
| 2707 | ↗2925 | ↗3015 |

## Инфраструктура
Основа экономики — сельское хозяйство (выращивание риса).
Личное подсобное хозяйство с зоной сельскохозяйственного использования, индивидуальная застройка усадебного типа.
ДОУ 39, СОШ 43, ДШИ, ДЮСШ, сельский Дом культуры Протокский, сельская библиотека, отделение Сбербанка, отделение почтовой связи, врачебная амбулатория, дневной стационар на 10 человек, Центр реабилитации пенсионеров, более 10 магазинов, станция СТО, гостиница, кафе-бар, боулинг.

## Транспорт
Остановки общественного транспорта. 